# Glis (geslacht)
Glis is een geslacht van zoogdieren uit de familie van de Slaapmuizen (Gliridae). De wetenschappelijke naam van het geslacht werd in 1762 gepubliceerd door Mathurin Jacques Brisson.

## Soorten
Er worden 2 soorten in dit geslacht geplaatst:
- Glis glis (Linnaeus, 1766) - Relmuis
- Glis persicus (Erxleben, 1777)[3]